# Elliott Lieb

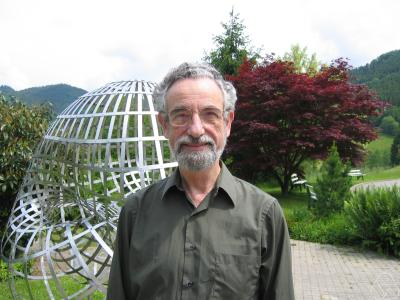
Elliott H. Lieb (2004)

Elliott Hers(c)hel Lieb (* 31. Juli 1932 in Boston, Massachusetts) ist ein US-amerikanischer Physiker, dessen Hauptarbeitsgebiet die Mathematische Physik ist, insbesondere die mathematische Behandlung der statistischen Mechanik und die Stabilität der Materie.

## Leben
Lieb studierte am Massachusetts Institute of Technology (MIT) in Cambridge, wo er 1953 seinen Abschluss machte. Er promovierte an der University of Birmingham in England 1956 bei Samuel Edwards (er gehörte dort zur Gruppe von Rudolf Peierls). Nach einem Jahr als Fulbright-Fellow 1956/57 in Kyoto war er an der University of Illinois und von 1958 bis 1960 an der Cornell University, bevor er von 1960 bis 1963 ans IBM-Forschungszentrum in Yorktown Heights ging (und dabei zeitweise an der Universität von Sierra Leone lehrte). Von 1963 bis 1966 war er Professor an der Yeshiva University, von 1966 bis 1968 an der Northeastern University und danach am MIT, bevor er 1975 zur Princeton University wechselte.
Lieb ist wesentlich an der exakten Behandlung von Modellen der statistischen Mechanik und der Vielteilchenphysik beteiligt. Seine zahlreichen Arbeiten beschäftigen sich u. a. mit Stabilität der Materie (grundlegende Arbeiten in den 1970er Jahren teilweise mit Walter Thirring), Modellen vom Ising-Typ (mit Daniel Mattis), Ferromagnetismus und Ferroelektrische Modelle, die exakte Lösung des 6-Vertex Modells von zweidimensionalem „Eis“, Hartree-Fock-Theorie von Coulombsystemen und Thomas-Fermi-Modell der Atome, Bosegasen (z. B. in den 1960er Jahren mit Werner Liniger) und Bose-Einstein-Kondensation, dem Hubbard-Modell, mit der exakten Behandlung der Entropiezunahme im zweiten Hauptsatz der Thermodynamik (mit Jakob Yngvason). Mit Fa-Yueh Wu gab er 1968 die exakte Lösung des eindimensionalen Hubbard-Modells. Zusammen mit Derek W. Robinson leitete er Schranken für die Ausbreitungsgeschwindigkeit von Information in nicht-relativistischen quantenmechanischen Spinsystemen mit lokalen Wechselwirkungen ab, die heute als Lieb-Robinson-Schranken eine wichtige Rolle z. B. bei der Fehlerabschätzung im thermodynamischen Grenzfall oder bei der Quantensimulation spielen und verwendet werden können, um den (mit dem Abstand) exponentiellen Zerfall von Korrelationen in Spinsystemen oder Aussagen über die Größe der Energielücke über dem Grundzustand in höher-dimensionalen Spinsystemen (verallgemeinerte Lieb–Schultz–Mattis Theoreme) zu beweisen.
Mit Daniel Mattis und T. Schultz behandelte er 1964 das zweidimensionale Isingmodell (mit neuer Ableitung der exakten Lösung von Lars Onsager über eine Jordan-Wigner-Transformation der Transfermatrizen) und löste 1961 das XY-Modell, ein exakt lösbares eindimensionales Spin-1/2-Modell.
1971 führte er mit Harold Neville Vazeille Temperley die Temperley-Lieb-Algebren ein. 1972 bewies er mit Mary Beth Ruskai die starke Subadditivität für die Von-Neumann-Entropie quantenmechanischer Zustände (der Satz ist wichtig in der Quanteninformationstheorie).
Er ist mit der deutschen Linguistin Christiane Fellbaum, der Hauptentwicklerin des WordNet und Mitglied der Berlin-Brandenburgischen Akademie der Wissenschaften, verheiratet.
Zu seinen Doktoranden zählen Horng-Tzer Yau und Jan Solovej.

## Preise und Auszeichnungen

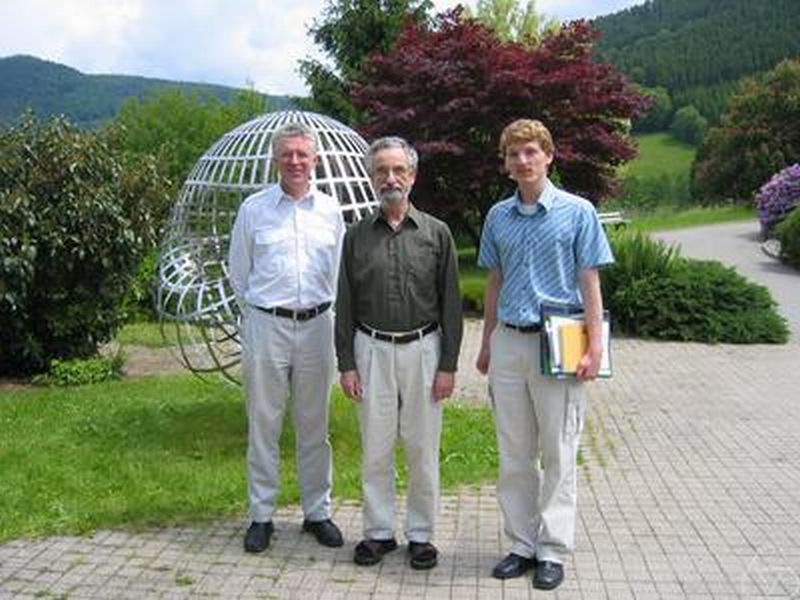
Yngvason (links), Lieb, Seiringer (rechts) in Oberwolfach 2004

- 1974 – Invited Speaker auf dem Internationalen Mathematikerkongress in Vancouver (Thomas Fermi and Hartree Fock Theory).
- 1978 – Dannie-Heineman-Preis für mathematische Physik
- 1988 – Birkhoff-Preis der American Mathematical Society
- 1992 – Max-Planck-Medaille der Deutschen Physikalischen Gesellschaft
- 1994 – Invited Speaker auf dem Internationalen Mathematikerkongress in Zürich (Fluxes and Dimers in the Hubbard Model)
- 1998 – Boltzmann-Medaille
- 2002 – Rolf-Schock-Preis
- 2002 – Österreichisches Ehrenzeichen für Wissenschaft und Kunst[7]
- 2003 – Henri-Poincaré-Preis
- 2002 – Levi-L.-Conant-Preis  mit Jakob Yngvason
- 2004 – Ehrendoktor der Mathematischen Fakultät der LMU München
- 2012 – Simons Foundation Fellowship award
- 2021 – Erwin Schrödinger Institute Medaille und Preis für Mathematik und Physik
- 2022 – American Physical Society Medaille und Preis für 'Extraordinary Achievement in Research'[8]
- 2022 – Carl-Friedrich-Gauß-Preis der Internationalen Mathematiker Union auf dem ICM 2022 in Helsinki
- 2022 – Dirac-Medaille (ICTP)[9]
- 2023 – Kyoto-Preis

Er ist Mitglied der National Academy of Sciences der USA, der American Academy of Arts and Sciences sowie der Dänischen und Österreichischen Akademie der Wissenschaften. 2013 wurde er auswärtiges Mitglied der Royal Society, 2014 der Academia Europaea. Er ist Fellow der American Mathematical Society.

## Veröffentlichungen (Auswahl)
Elliot Lieb hat weit über 300 wissenschaftliche Dokumente publiziert. Die folgende Liste ist eine kleine Auswahl.

### Artikel
- mit Daniel C. Mattis: Theory of ferromagnetism and the ordering of electronic energy levels. In: Physical Review. Band 125, Nr. 1, 1962, ISSN 0031-899X, S. 164–172, doi:10.1103/PhysRev.125.164.
- mit Daniel C. Mattis, Theodore D. Schultz: Two-Dimensional Ising model as a soluble problem of many fermions. In: Reviews of modern physics. Band 36, Nr. 3, 1964, ISSN 0034-6861, S. 856–871, ethz.ch (PDF; 2,43 MB), doi:10.1103/RevModPhys.36.856.
- Exact solution of the problem of entropy in two-dimensional ice. In: Physical Review Letters. Band 18, Nr. 17, 1967, ISSN 0031-9007, S. 692–694, doi:10.1103/PhysRevLett.18.692.
- mit Walter Thirring: Bound on the kinetic energy of fermions which prove the stability of matter. In: Physical Review Letters. Band 35, Nr. 11, 1975, S. 687–689, doi:10.1103/PhysRevLett.35.687; Erratum. Band 35, Nr. 16, 1975, S. 1116, doi:10.1103/PhysRevLett.35.1116.
- The stability of matter. In: Reviews of modern physics. Band. 48, Nr. 4, 1976, S. 553–569, doi:10.1103/RevModPhys.48.553.
- The stability of matter from atoms to stars. In: Bulletin American Mathematical Society. NS Band 22, Nr. 1, 1990, ISSN 0273-0979, S. 1–49, ams.org (PDF; 4,2 MB)

### Bücher
- Elliott H. Lieb, Daniel C. Mattis: Mathematical physics in one dimension: exactly soluble models of interacting particles a collection of reprints with introductory text (= Perspectives in physics). 3. print Auflage. Academic Press, New York 1981, ISBN 978-0-12-448750-5 (google.de).
  - Hinweis: Kopierrechte des Buchs wurde zurückgezogen; Online Version s. Link oben.
- Stability of matter. From atoms to stars. Selecta. Edited by Walter Thirring. With a preface by F. Dyson. Springer, Berlin u. a. 1991, ISBN 3-540-53039-8.
- mit Michael Loss: Analysis (= Graduate Studies in Mathematics. Band 14). American Mathematical Society, Providence RI 1997, ISBN 0-8218-0632-7.
- Inequalities. Selecta. Edited by Michael Loss, Mary B. Ruskai. Springer Berlin u. a. 2002, ISBN 3-540-43021-0.
- Statistical Mechanics. Selecta. Edited by Bruno Nachtergaele, Jan P. Solovej, Jakob Yngvason. Springer, Berlin u. a. 2004, ISBN 3-540-22297-9.
- mit Robert Seiringer: The stability of matter in quantum mechanics. Cambridge University Press, Cambridge u. a. 2009, ISBN 978-0-521-19118-0.